# Coprinellus dilectus
Coprinellus dilectus es una especie de hongo en la familia Psathyrellaceae. Fue descrito por primera vez en 1838 como Coprinus dilectus por el micólogo Elias Magnus Fries, y posteriormente fue transferido al género Coprinellus en 2001.